# Pastoor

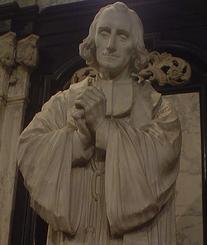
Johannes Maria Vianney, patroonheilige van de parochiepriesters

De pastoor is binnen de Katholieke Kerk, de Anglicaanse Gemeenschap en de oudkatholieke Kerk de priester die door de bisschop benoemd wordt als verantwoordelijke van een parochie. Het woord pastoor komt van het Latijnse woord pastor, dat herder betekent. Dat verklaart waarom een pastoor soms over zijn kudde spreekt.
De aanspreekvorm voor een pastoor is "Zeereerwaarde Heer Pastoor".

## Katholieke Kerk
In sommige parochies krijgt een pastoor hulp van andere priesters. Deze worden parochievicaris genoemd, maar zijn vaak beter bekend als kapelaan of, in sommige delen van Vlaanderen, onderpastoor.
De herderlijke zorg van een parochie wordt, onder het gezag van de diocesane bisschop, aan een pastoor als haar eigen herder toevertrouwd. Door het afnemend aantal priesterroepingen worden ook leken mee ingeschakeld in het pastoraat en de verschillende taken binnen de  parochie. Sommigen gebruiken de term pastor voor zowel clerici als leken, alhoewel deze titel enkel aan priesters toekomt.  Vanwege dit oneigenlijk gebruik van het woord geraken de termen 'pastoor' en 'kapelaan' voor priesters weer in zwang in Nederland om verwarring te voorkomen.
In de Katholieke Kerk wordt een priester die in de dagelijkse praktijk de pastoor is van een kathedraal (bisschoppelijke titelkerk), indien deze ook dienstdoet als parochiekerk, zoals dat in Groningen het geval is, een plebaan genoemd. De plebaan vervult dan in naam van de bisschop, hij is immers de ordinarius (formele titularis) van de kerk, de zielzorg-taken van een pastoor.

### Geschiedenis
Hoewel de pastoor tegenwoordig geacht wordt een functie als zielzorger te hebben en daartoe mensen bezoekt en bijstaat, is dit niet altijd het geval geweest. Bij het Concilie van Trente (1545-1563) werd, als onderdeel van de Katholieke Reformatie, besloten om de zielzorg terug actief ter hand te nemen en de afstand tussen parochieleden en parochiegeestelijke te verkleinen. Daardoor was de parochie aan een maximale omvang gebonden van ongeveer 700 volwassen gelovigen, overeenkomend met omstreeks 1000 zielen. Voor die tijd was er nauwelijks sprake van een preek of homilie in de moedertaal en bestond de taak van de, vaak gebrekkig opgeleide, priester voornamelijk uit het opdragen van de mis en het verrichten van andere voorgeschreven godsdienstige handelingen. Om de opleiding van de priesters en pastoors te verbeteren, werden er in die tijd veel seminaries opgericht.
In de middeleeuwen bestond het recht van collatie, een heerlijk recht. Dat gaf een wereldlijk orgaan of een edelman het recht een priester in een bepaalde functie of prebende te benoemen.

## Bouwpastoor
Een bouwpastoor, ook wel "pastoor bouwer" genoemd, is een pastoor die benoemd werd om te zorgen voor de bouw van een kerkgebouw en/of andere noodzakelijkheden voor zijn parochie, met alles wat daar bij komt kijken.
Zeker tot 1945 was het niet ongebruikelijk dat voor het bouwen van een nieuwe kerk een bouwpastoor werd aangesteld; daarbij zag men graag dat die bouwpastoor welgesteld was en bereid om een aanzienlijk deel van het eigen vermogen in het project te steken.
De term wordt ook wel gebruikt om personen aan te duiden die de hoofdrol spelen bij bouwactiviteiten van grote gebouwencomplexen.